# Hergenstadt
Hergenstadt ist eine Kleinsiedlung südöstlich von Adelsheim im Neckar-Odenwald-Kreis in Baden-Württemberg mit etwa 70 Einwohnern.

## Geschichte
Der Ort wurde 1469 als Hergenstal erstmals urkundlich erwähnt, als er in einem Tausch von Eberhard von Berlichingen an Jörg von Adelsheim abgegeben wurde. In dem Ort befindet sich eine Kapelle und die letzte Tonmurmelfabrik Deutschlands.